# Baggy Pants

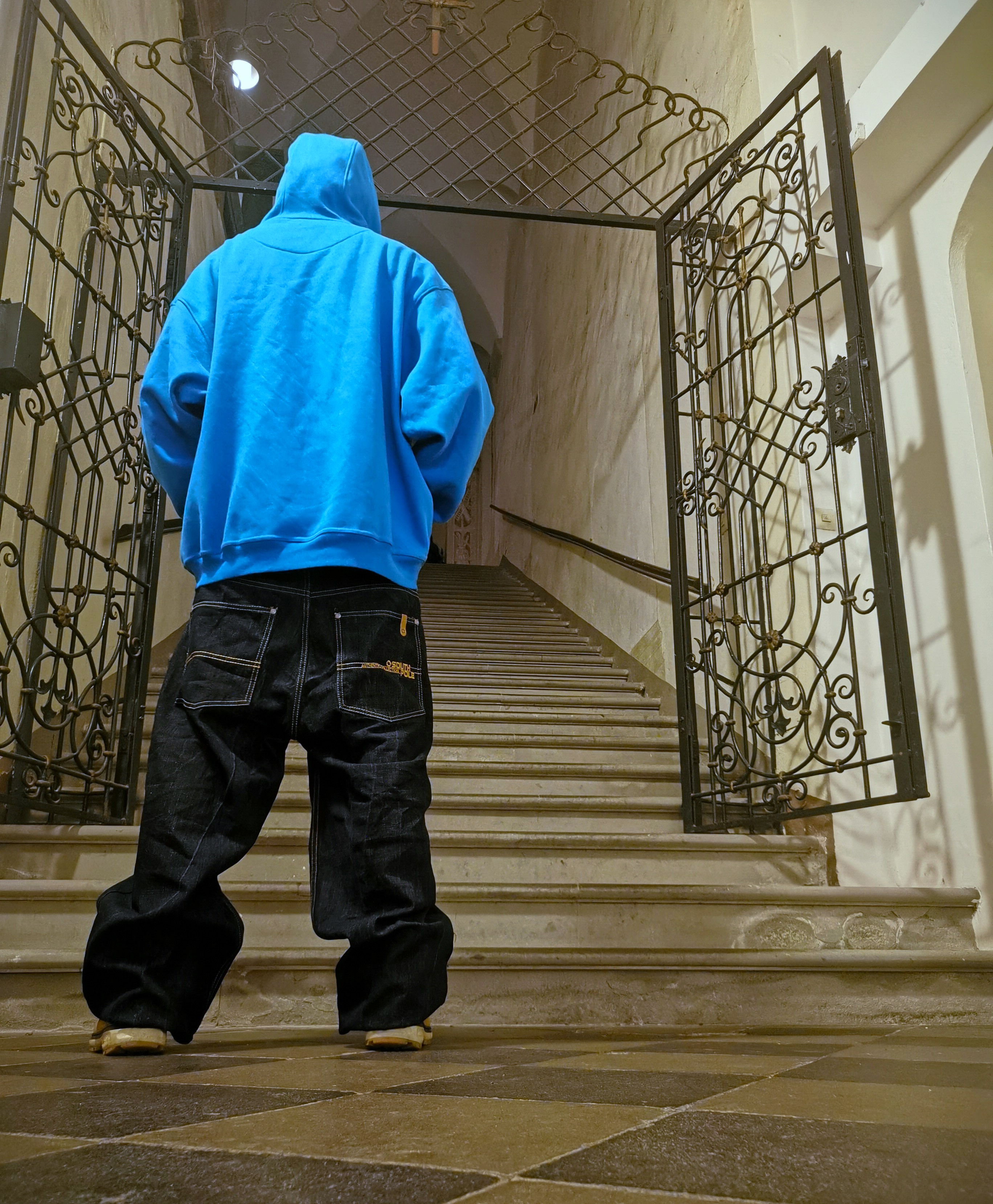
Mann in Baggy Jeans

Baggy Pants (englisch baggy ‚sackartig‘, ‚ausgebeult‘ und pants ‚Hose‘) oder auch Saggy Pants (englisch saggy ‚absinkend‘, ‚herunterhängend‘) sind besonders weite Hosen, deren Bund meist weit unterhalb der Hüfte getragen wird. Entsprechend bezeichnet man diese Art, Hosen zu tragen, als sagging.

## Ursprung
Die Hosen kamen in den 1990er Jahren in der Hip-Hop-Kultur in Mode. Sie sollen auf eine Praxis aus US-Gefängnissen zurückgehen, bei der neuen Gefangenen als erstes der Gürtel abgenommen wird, um zu verhindern, dass sie sich mit den  Gürteln erhängen oder Schlägereien austragen. Ohne Gürtel rutschen die Hosen tiefer. Auch der leichtere Zugang bei Durchsuchungen wird als Ursprung angesehen. Entlassene Strafgefangene trugen dann auch außerhalb des Gefängnisses ihre Hosen auf diese Art, wodurch die Mode Einzug in die Kultur des Gangsta-Rap fand, da so ein hartes Image gezeigt werden konnte. Die weitaus größeren Hosentaschen gingen ebenfalls auf die US-Gefängnisse zurück, da dort leichter Werkzeug für die alltägliche Arbeit transportiert und kurzzeitig verstaut werden konnte.
Später wurde die Mode auch in anderen Bereichen populär, wie z. B. in der Skateboarding- und Snowboard-Szene.

## Verbot

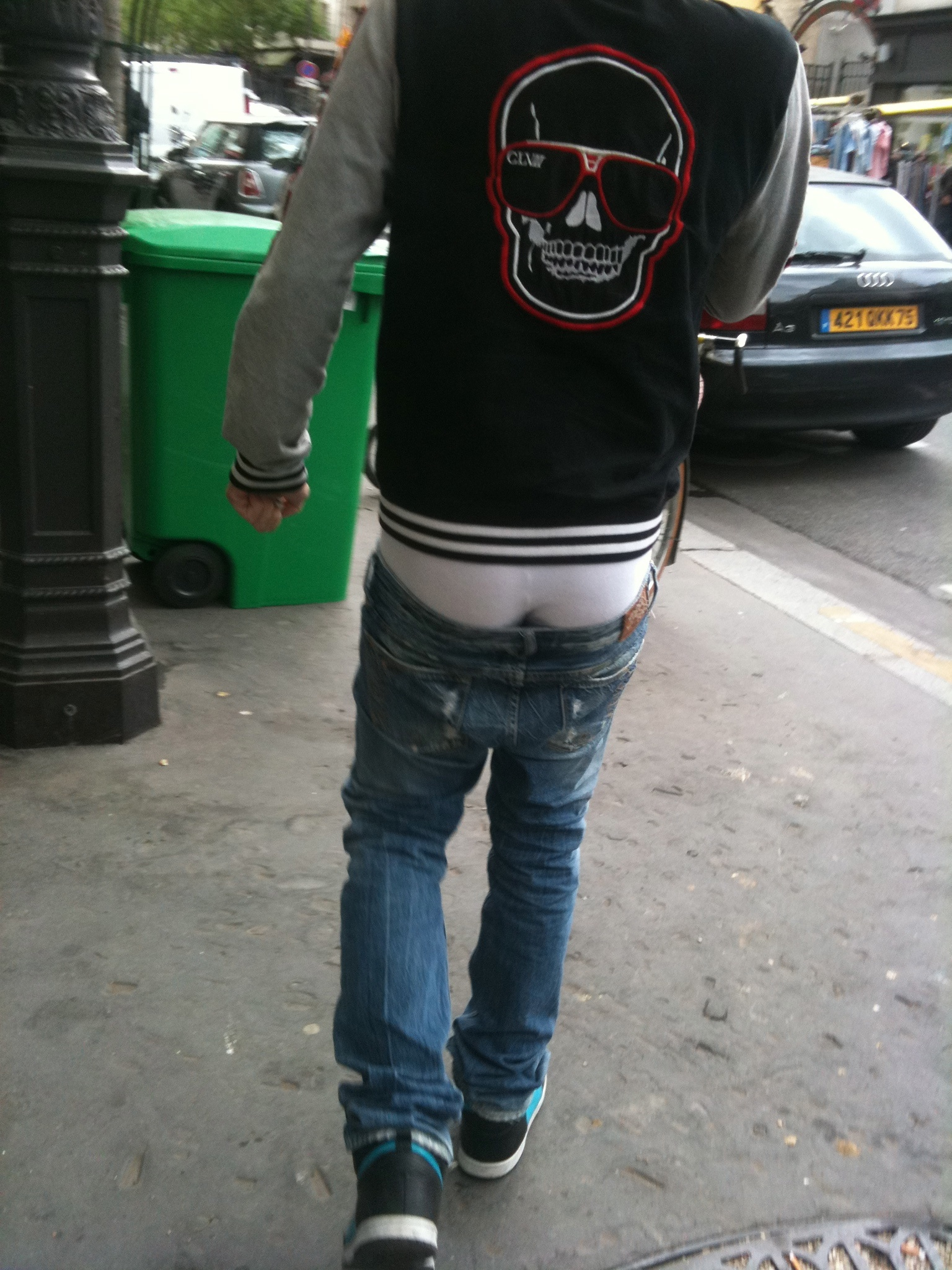
„Sagger“ in Paris.

In Delcambre und  Louisiana ist das öffentliche Tragen von Baggy Pants bei Strafandrohung verboten. Gegen das Verbot in Louisiana wurde ein Rechtsbehelf eingelegt, da es gegen die Verfassung der Vereinigten Staaten, insbesondere gegen den 14. Zusatzartikel verstoßen soll, der die Selbstbestimmung und persönliche Freiheit der Bürger unter besonderen Schutz stelle.

## Sonstiges
Das 504. US-Fallschirmjägerregiment nahm am 22. Januar 1944 am Angriff auf Anzio teil. Bei dieser Operation erwarben sie sich den Spitznamen Devils in Baggy Pants, der auf den Eintrag eines deutschen Offiziers in seinem Bericht zurückgeht.